# Persicaria erectominor
Persicaria erectominor är en slideväxtart som först beskrevs av Tomitaro Makino, och fick sitt nu gällande namn av Takenoshin Nakai. Persicaria erectominor ingår i släktet pilörter, och familjen slideväxter. Utöver nominatformen finns också underarten P. e. trigonocarpa.